# Adinandra lancipetala
Adinandra lancipetala är en tvåhjärtbladig växtart som beskrevs av L. K. Ling. Adinandra lancipetala ingår i släktet Adinandra och familjen Pentaphylacaceae. Inga underarter finns listade i Catalogue of Life.